# Париски клуб
Париски клуб (фр. Club de Paris) је неформална група финансијских званичника из 19 најбогатијих земаља света чланица ОЕЦД-а и Русије, која пружа финансијске услуге попут реструктурирања дугова, олакшавања дугова и отписа дугова задуженим земљама и њиховим кредиторима. Дужници су често препоручени од стране Међународног монетарног фонда пошто су алтернативна решења била неуспешна.
Реструктурирање дугова код Париског клуба захтева консензус свих чланова и не сме фаворизовати једну земљу кредитора у односу на друге. Састаје се сваких шест недеља у француском министарству економије, финансија и индустрије, у Паризу. Клубом председава високи званичник француске државне благајне, тренутно је то подсекретар државне благајне, Жан-Пјер Жујет (фр. Jean-Pierre Jouyet). Клуб је настао из кризних преговора одржаних у Паризу 1956. године између Аргентине и разних кредитора.

## Чланови Париског клуба
Тренутно има 22 стална члана Париског клуба:
- Аустралија
- Аустрија
- Белгија
- Бразил
- Канада
- Данска
- Финска
- Француска
- Њемачка
- Ирска
- Израел
- Италија
- Јапан
- Холандија
- Норвешка
- Русија
- Јужна Кореја
- Шпанија
- Шведска
- Швајцарска
- Уједињено Краљевство
- Сједињене Државе

Делегације кредитора углавном предводи виши делегат из Министарства финансија.

### Ад хокучесници
Други званични повериоци такође могу учествовати у преговарачким седницама или у месечним дискусијама „Tours d'Horizon“, уз сагласност сталних чланова и земље дужника. Када учествују у дискусијама Париског клуба, позвани повериоци делују у доброј вери и придржавају се доле описаних пракси. Следећи повериоци су учествовали у неким споразумима Париског клуба или Tours d'Horizon на ад хок начин: Абу Даби, Аргентина, Народна банка Кине, Кувајт, Мексико, Мароко, Нови Зеланд, Португалија, Јужна Африка, Тринидад и Тобаго, Турска.

### Посматрачи
Посматрачи су позвани да присуствују преговарачким седницама Париског клуба, али не могу да учествују у самим преговорима, нити да потпишу споразум којим се формализује резултат преговора.

## Париски Форум
Париски форум је годишњи догађај, који заједнички организују Париски клуб и ротирајуће председништво Г20, од 2013. Конференција окупља представнике земаља кредитора и дужника и представља форум за искрену и отворену дебату о глобалним еволуцијама у смислу државног финансирања и о превенцији и решавању криза државног дуга. Како су међународна финансијска тржишта и токови капитала све више интегрисани, званични билатерални кредитори који нису из Париског клуба представљају већи удео у финансирању развијајућих и земаља у развоју. Циљ Форума је, у овом контексту, да подстакне близак и редован дијалог између заинтересованих страна, како би се створило међународно финансијско окружење погодно за одрживи раст у земљама у развоју. Конкретно, Париски форум има за циљ да повећа учешће земаља у успону, било да су кредитори или дужници, у међународне дебате о сувереном финансирању, како би дискусије биле што отвореније и искреније. Париски форум годишње окупља више од тридесет представника суверених поверилаца и дужника, од којих су чланице Г20, чланице Париског клуба и земље из различитих региона света.
Париски форум 2013. 
Прво издање Париског форума одржано је 29. октобра 2013. у Паризу, а заједнички су га организовали Париски клуб и Руско председништво Г20. Завршну реч дала је госпођа Кристин Лагард, генерални директор ММФ-а.
Париски форум 2014. 
Друго издање Париског форума одржано је 20. новембра 2014. у Паризу, а заједнички су организатори били Париски клуб и Аустралијско председништво Г20. Завршне речи дао је господин Хосе Ангел Гурија, генерални секретар OECD.
Париски форум 2015. 
Треће издање Париског форума одржано је 20. новембра 2015. у Паризу, а заједнички су организатори били Париски клуб и Турско председништво Г20.
Париски форум 2016. 
Четврто издање Париског форума одржано је 29. новембра 2016. године у Паризу у организацији Париског клуба.

## Достигнућа
Париски клуб је играо улогу у решавању дужничке кризе у периоду дужем од 50 година у земљама у земљама у развоју. Правила и принципи који се успостављају за преговоре о различитим врстама третмана дуга показали су се високо ефикасним у решавању различитих дужничких криза. Прагматизам и флексибилност су важне карактеристике у досадашњој активности Париског клуба, при чему су на одлуке групе утицали пре свега технички критеријуми, мада понекад и политички критеријуми.
Прекретнице:
- 1956 (16. мај): Први споразум Париског клуба (Аргентина)[11]
- 1966: Први споразум Париског клуба са једном азијском земљом (Индонезија)[12]
- 1976: Први споразум Париског клуба са афричком земљом (Заир)[13]
- 1981: Први споразум Париског клуба са европском земљом (Пољска)[14]
- 1982: Мексичка криза је покренула „дужничку кризу“ 1980-их.
- 1987: Први споразум Париског клуба под Венецијанским условима (Мауританија)[15]
- 1988: Први споразум Париског клуба који спроводи услове из Торонта (Мали)[16][17]
- 1990: Први споразум Париског клуба којим се примењују услови из Хјустона (Мароко).[18] Прва клаузула о замени дуга у споразуму о третману дуга[19]
- 1991: Изузетни излазни третмани одобрени Пољској и Египту. Први споразум Париског клуба којим се примењују услови из Лондона (Никарагва)[20][21]
- 1992: Први споразум Париског клуба са Русијом (одлагање)
- 1995: Први споразум Париског клуба којим се примењују услови из Напуља (Камбоџа)
- 1996: Иницијатива за високо задужене сиромашне земље (HIPC)
- 1997: Русија се придружила Париском клубу. Прва операција превремене отплате (Аргентина)
- 1998: Први споразум Париског клуба којим се примењују услови из Лиона у оквиру иницијативе HIPC (Уганда)
- 1999: Унапређена HIPC иницијатива. Први споразум Париског клуба којим се примењују услови из Келна у оквиру иницијативе HIPC (Мозамбик)
- 2000: Уганда је прва земља која испуњава услове за HIPC која је достигла тачку завршетка побољшане иницијативе HIPC
- 2001: Изузетан третман дуга одобрен бившој Републици Југославији
- 2003: Повериоци Париског клуба одобравају Евијанов приступ
- 2004: Први третман дуга према Евијановом приступу (Кенија). Третман по фазама одобрен Ираку
- 2005: Изузетан третман додељен земљама погођеним цунамијем (Индонезија и Шри Ланка). Излазни третман одобрен Нигерији.
- 2006: 50. годишњица Париског клуба
- 2007: Прве операције откупа по тржишној вредности испод номиналне (Габон, Јордан)

Париски клуб је у новембру 2004. одобрио поништење 80% дуга које дугује Ирак, поништавајући скоро 30 милијарди долара потраживања, а такође је одобрио исплату мораторијума до 2008. У фебруару 2006. Сједињене Државе су објавиле олакшице за Дуг Авганистана од 108 милиона долара.
Године 2005, након цунамија који је погодио земље које се граниче са Индијским океаном, Париски клуб је одлучио да привремено обустави неке отплате погођених земаља. У јануару 2010, Париски клуб је такође отказао дуг Хаитија како би му помогао да превазиђе последице земљотреса од 12. јануара.
Русија је у мају 2005. почела да отплаћује дуг земљама Париског клуба. Русија је 21. августа 2006. отплатила остатак дуга Париском клубу. Габон и Јордан су купили свој дуг још 2007. по тржишној вредности.
У јануару 2013. Париски клуб је третирао дуг од 10 милијарди долара који Мјанмар дугује Париском клубу, поништавајући 50% заосталих обавеза и репрограмирајући остатак на 15 година, укључујући 7 година одгоде.
Постоји много других доприноса Париског клуба који се сматрају значајним. Недавни договор са повериоцима Париског клуба и аргентинском владом од 28. и 29. маја 2014. је значајан договор у којем је направљен аранжман да се отплате дугови који дугују повериоцима Париског клуба у периоду од 5 година. Договор покрива износ од 9,7 милијарди долара дугова до 30. априла 2014. Поред тога, постоји флексибилна структура за отплату заосталих обавеза са најмање 1.150 милиона долара до маја 2015. године, с тим да плаћање треба да буде исплаћено до маја 2016. Дуг који се акумулирао за Аргентину је услед аргентинске кризе неплаћања 2001-2002, где постоји износ неплаћања од 132 милијарде долара.

## Критика Париског клуба
Критичари тврде да Париски клуб није транспарентан. У 2006. години значајан број невладиних организација затражио је промену правила Париског клуба, посебно у погледу транспарентности.
Париски клуб је 2009. године направио нову веб страницу на којој су поновљени услови свих третмана за 90 земаља дужника. Од 2008. године Париски клуб објављује годишњи извештај.